# برونيسلافا نيجينسكا
برونيسلافا نيجينسكا /ˌbrɒnɪˈslɑːvə nɪˈ(d)ʒɪnskə/؛ (بالبولندية: Bronisława Niżyńska)‏ 
‎[brɔɲiˈswava ɲiˈʐɨj̃ska]‏؛ (بالروسية: Бронисла́ва Фоми́нична Нижи́нская)‏؛ (بالبيلاروسية: Браніслава Ніжынская)؛ (وُلِدَت في 8 يناير 1891 – تُوفيَت في 21 فبراير 1972) كانت راقصة باليه وصانعة رقصات مبتكرة بولندية. نشأت في عائلة من الراقصين المحترفين المسافرين.